# Universitatea din Bristol
Universitatea din Bristol este o universitate de cercetare⁠(en)[traduceți] din Anglia, acreditată prin cartă regală⁠(en)[traduceți] în 1909. Originile sale sunt însă mai vechi; ele se regăsesc în Merchant Venturers' Technical College⁠(en)[traduceți], fondat în 1595, și University College, Bristol⁠(en)[traduceți], fondat în 1876. Este membru în Russell Group⁠(en)[traduceți] al universităților britanice, în Coimbra Group⁠(en)[traduceți] al universităților europene și în Worldwide Universities Network⁠(en)[traduceți]. Lista profesorilor și alumnilor Universității din Bristol include 9 laureați ai Premiului Nobel.